# (8760) Crex
(8760) Crex (1081 T-1) – planetoida z grupy pasa głównego asteroid okrążająca Słońce w ciągu 5,42 lat w średniej odległości 3,08 au. Odkryta 25 marca 1971 roku.